# Kékszalagos nektármadár
A kékszalagos nektármadár (Cinnyris chalybeus) a madarak osztályának verébalakúak (Passeriformes) rendjébe, ezen belül a nektármadárfélék (Nectariniidae) családjába tartozó faj.

## Rendszerezése
A fajt Carl von Linné svéd természettudós írta le 1766-ban, Certhia nembe Certhia chalybea néven. Sorolták a Nectarinia nembe Nectarinia chalybea néven. Egyes szervezetek az Anthobaphes nembe sorolják Anthobaphes chalybeus néven.

## Alfajai
- Cinnyris chalybeus chalybeus (Linnaeus, 1766)
- Cinnyris chalybeus subalaris Reichenow, 1899[1]

## Előfordulása
A Dél-afrikai Köztársaság, Namíbia és Szváziföld területén honos. Természetes élőhelyei a  szubtrópusi és trópusi síkvidéki esőerdők, szavanna és cserjések, folyók és patakok, valamint vidéki kertek. Állandó, nem vonuló faj.

## Megjelenése
Testhossza 12 centiméter, testtömege 6-10 gramm.
|  |  |

## Természetvédelmi helyzete
Az elterjedési területe nagyon nagy, egyedszáma pedig stabil. A Természetvédelmi Világszövetség Vörös listáján nem fenyegetett fajként szerepel.